# Thrills in the Night
Thrills in the Night è un brano dei Kiss, contenuto nell'album del 1984, Animalize.

## Descrizione
Si tratta del secondo singolo estratto da Animalize, scritto dal cantante e chitarrista della band Paul Stanley in collaborazione con Jean Beauvoir, il quale ha suonato il basso al posto di Gene Simmons in alcuni brani dell'album. Il B-side del singolo è Burn Bitch Burn, scritta da Gene Simmons. Nel video del brano, l'unico dei due realizzati ad essere stato pubblicato, fa la sua prima apparizione il chitarrista Bruce Kulick, che aveva da poco sostituito Mark St. John. Il suddetto video presenta la band suonare il pezzo dal vivo.
Il pezzo fu suonato unicamente nei concerti del tour di supporto all'album, fra il 1984 e il 1985, per poi non essere più ripreso.

## Tracce
- Lato A: Thrills in the Night
- Lato B: Burn Bitch Burn

## Formazione
- Paul Stanley - chitarra ritmica, voce
- Gene Simmons - basso, voce (nella traccia 2)
- Eric Carr - batteria, voce
- Mark St. John - chitarra solista

### Collaboratori
- Jean Beauvoir - basso (nella traccia 1)[1]